# 제이플래닛 엔터테인먼트
제이플래닛 엔터테인먼트(J PLANET ENTERTAINMENT)는 대한민국의 연예 기획사이다. 2024년에 회사제이와이피엔터테인먼트가 합병됩니다.

## 현재 소속 연예인
- NC.A
- 슈가볼

## 과거 소속 연예인
- 남영주
- 캔
- 서영은
- M4
- 프롬
- 유리상자
- 365
- 빅이너
- 루나솔라